# Мікеле Пірро
Міке́ле Пі́рро (італ. Michele Pirro; 5 липня 1986, Сан-Джованні-Ротондо, Італія) — італійський мотогонщик, учасник чемпіонату світу шосейно-кільцевих мотогонок MotoGP. Працює тест-пілотом команди «Ducati Team». Виступає під номером 51.

## Кар'єра
Пірро виграв у 2004 році Чемпіонат Європи з шосейно-кільцевих мотогонок у класі 125сс. В наступному сезоні взяв участь в чемпіонаті світу у класі 125сс.
У сезоні 2014 Мікеле замінив на третій гонці сезону, Аргентині, травмованого Кела Кратчлоу та виступив ще у 5 гонках по вайлд-кард. Найкращим результатом стало 9-те місце на заключному Гран-Прі сезону, у Валенсії.
У сезоні 2015 взяв участь у трьох гонках чемпіонату, найкращим результатом стало восьме місце Гран-Прі Італії.

## Статистика виступів

### В розрізі сезонів
| Сезон | Клас   | Команда                 | Мотоцикл                | Гонки | Пер | Под | ПП | НК | Очки | Місце |
| ----- | ------ | ----------------------- | ----------------------- | ----- | --- | --- | -- | -- | ---- | ----- |
| 2003  | 125cc  | RCGM                    | Aprilia                 | 1     | 0   | 0   | 0  | 0  | 0    | НК    |
| 2004  | 125cc  | RCGM Team F.M.I.        | Aprilia                 | 2     | 0   | 0   | 0  | 0  | 0    | НК    |
| 2005  | 125cc  | WTR Blauer USA          | Malaguti                | 14    | 0   | 0   | 0  | 0  | 3    | 33    |
| 2006  | 125cc  | WTR Blauer USA          | Honda                   | 12    | 0   | 0   | 0  | 0  | 0    | —     |
| 2010  | Moto2  | Gresini Racing Moto2    | Moriwaki MD600          | 1     | 0   | 0   | 0  | 0  | 2    | 38    |
| 2011  | Moto2  | Gresini Racing Moto2    | Moriwaki MD600          | 17    | 1   | 2   | 1  | 0  | 84   | 9     |
| 2012  | MotoGP | San Carlo Honda Gresini | FTR MGP12               | 18    | 0   | 0   | 0  | 0  | 43   | 15    |
| 2013  | MotoGP | Ducati Team             | Ducati Desmosedici GP13 | 10    | 0   | 0   | 0  | 0  | 56   | 13    |
| 2014  | MotoGP | Ducati Team             | Ducati Desmosedici GP14 | 6     | 0   | 0   | 0  | 0  | 18   | 19    |
| 2015  | MotoGP | Ducati Team             | Ducati Desmosedici GP15 | 3     | 0   | 0   | 0  | 0  | 12   | 21    |